# Wolfssäule Friedewald

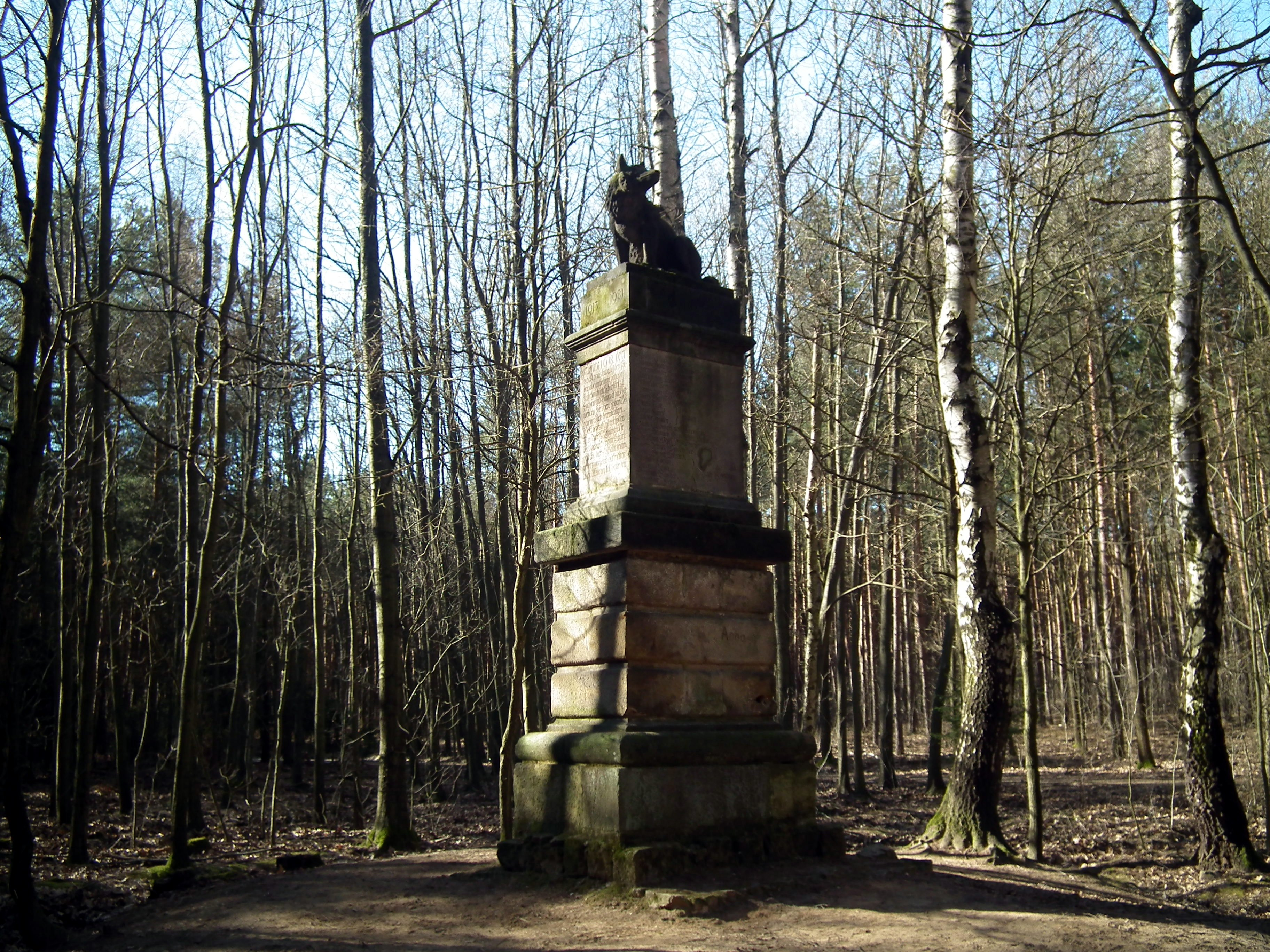
Wolfsäule im Friedewald

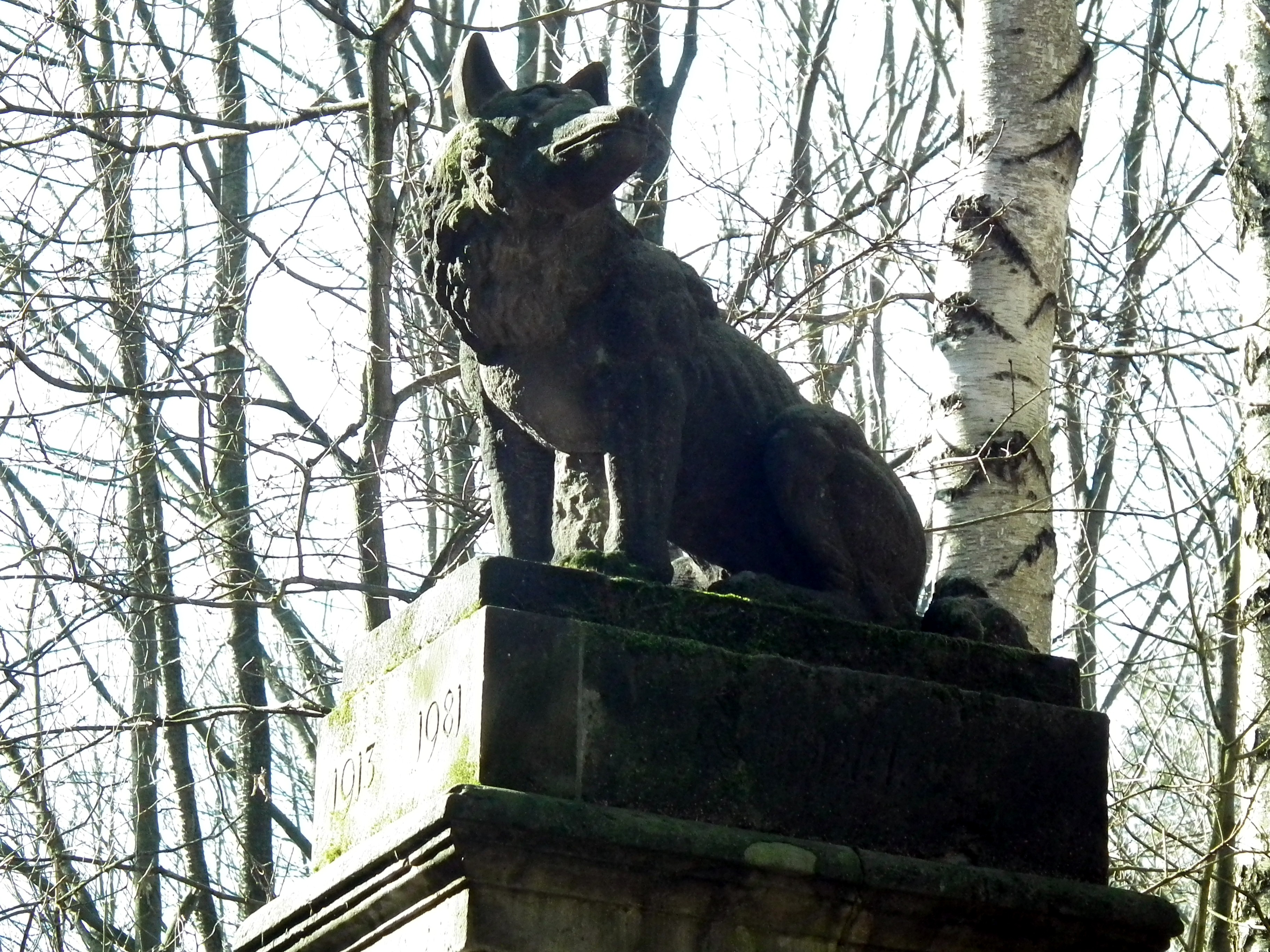
Detailansicht des Wolfes

Die Wolfssäule (auch Wolfsmonument oder Wolfsdenkmal) im Friedewald bei Auer ist ein Jagddenkmal und wurde auf Geheiß von Johann Georg I., dem Kurfürsten von Sachsen, zur Erinnerung an einen besonders starken Wolf errichtet, der hier am 20. April 1618 bei einer Treibjagd im Friedewald erlegt wurde. In den Steinsockel sind alle beteiligten 36 Personen eingemeißelt. Der glückliche Schütze hieß Anthoni Brum, war „Jäger-Jung“, was nach heutigem Sprachgebrauch vermutlich einen jungen, nicht ausgelernten Jäger meint. Neben den ebenfalls aufgeführten Knechten war er somit vom Rang her einer der Geringsten in der Runde.
Der Sohn des Kurfürsten, Johann Georg II. ließ das Denkmal 1672 renovieren und durch eine weitere Inschrift auf der Rückseite ergänzen. Darin wird an seine erfolgreiche Jagd auf einen kapitalen Rothirsch (16-Ender) am 4. September 1672 gedacht.
1750 soll der letzte Wolf im Friedewald gesehen worden sein.
Eine Quelle schreibt, dass der hier erlegte Wolf der letzte in Sachsen erschossene Wolf gewesen sei. Das kann aber nicht stimmen, da z. B. der Wolfsstein im Nationalpark Sächsische Schweiz an einen Abschuss 1640 und die Wolfssäule in der Laußnitzer Heide an einen Abschuss 1740 erinnert. Der NABU schreibt dazu, dass der vorerst letzte Wolf 1904 in Sachsen erschossen wurde.

## Lage
Die Wolfsäule steht im Friedewald unweit von Auer entfernt auf dem Gebiet der Gemeinde Weinböhla, die sie unter Denkmalschutz gestellt hat. Die Lobetanzwiese liegt südlich und die Staatsstraße S80 von Radeburg nach Meißen (Weinböhlaer Straße) nördlich des Denkmals. Das Forsthaus Kreyern liegt ca. 700 Meter südöstlich von der Säule.

## Beschreibung
Auf einem Unterbau aus Quaderstücken erhebt sich ein rechteckiges Postament, auf allen Seiten mit Inschriften bedeckt. Über dem Abschlussgesims der Sockel mit der Wolfsfigur. Das Denkmal ist aus Sandstein gehauen und hat eine Höhe von 5,5 Metern mit Unterbau. Andere Quellen schreiben von 4,5 Metern. Die sitzende Wolfsfigur ist etwa in Lebensgröße dargestellt. Im oberen Sockel unter der Figur befindet sich die Inschrift Renovirt Anno 1736, 1866, 1913, 1945, 1981 umlaufend.
Ursprünglich wurde die Wolfssäule von dem Dresdner Bildhauer Sebastian Walther geschaffen. Inwieweit das Denkmal noch mit dem bereits 1618 fertiggestellten Original übereinstimmt, ist fraglich, denn im Laufe der Zeit waren mehrfach Erneuerungs- und Ausbesserungsarbeiten nötig. Wegen Kriegsschäden musste die Originalfigur des Wolfes 1950 durch eine Kopie ersetzt werden.
Die 1740 erbaute Wolfssäule Laußnitzer Heide weist starke Ähnlichkeit zur Wolfssäule im Friedewald auf.

## Inschrift

### Inschrift Vorderseite

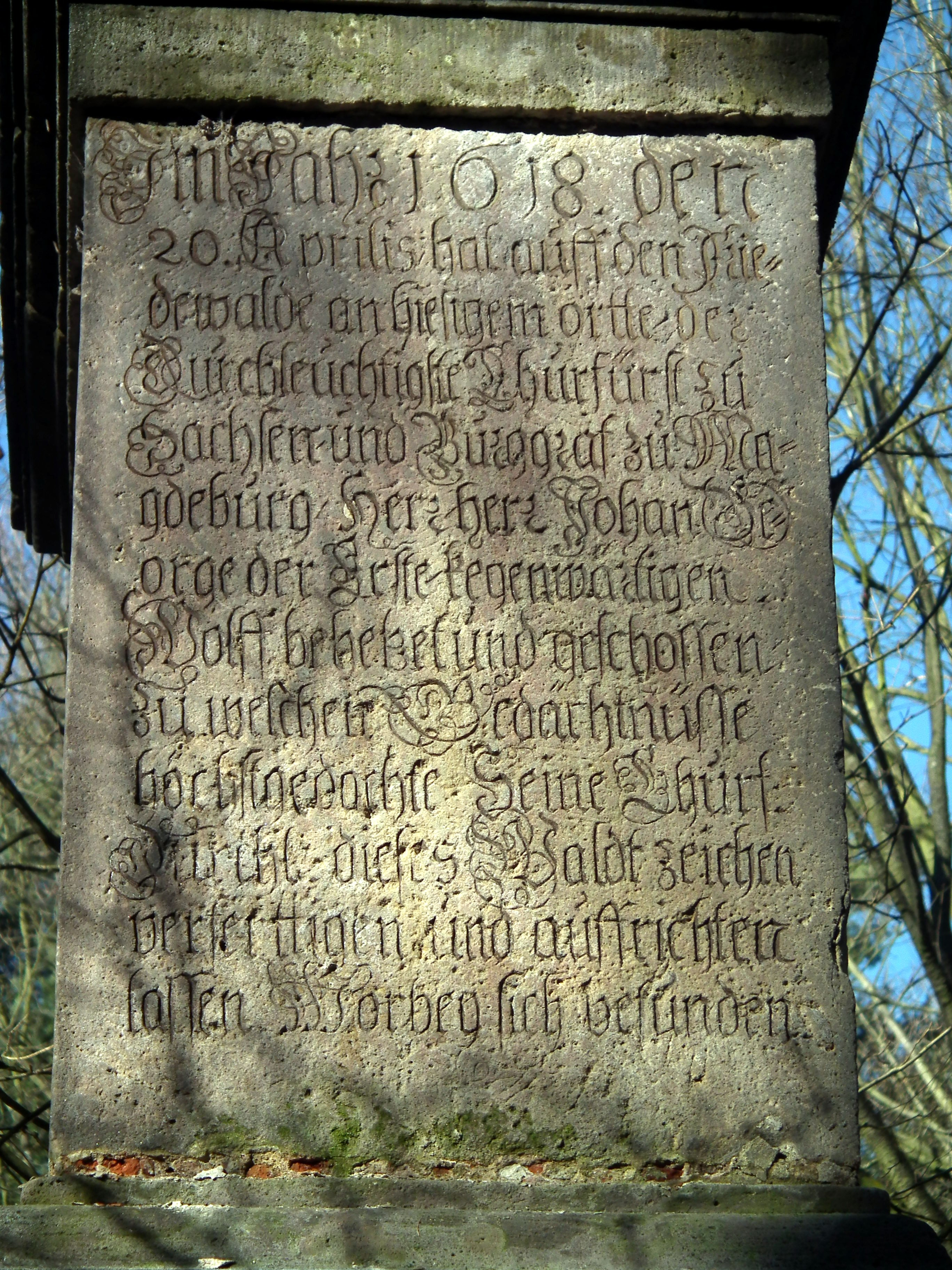
Inschrift auf der Vorderseite

Im Jahr 1618. den

20. Aprilis hat auff den Frie-

dewalde an hieſigem ortte der

Durchlauchtigſte Churfürſt zu

Sachſen und Burggraf zu Ma-

gdeburg Herr-Herr Johan Ge-

orge der Erſte kegenwärtigen

Wolff behetzet und geschoſſen,

zu welchen Gedächtnüſſe

höchſtgedachte Seine Churf.

Durchl. dieſes Waldt zeichen

verferttigen und auffrichten

laſſen. Worbey ſich befunden:

### Inschrift rechte Seite

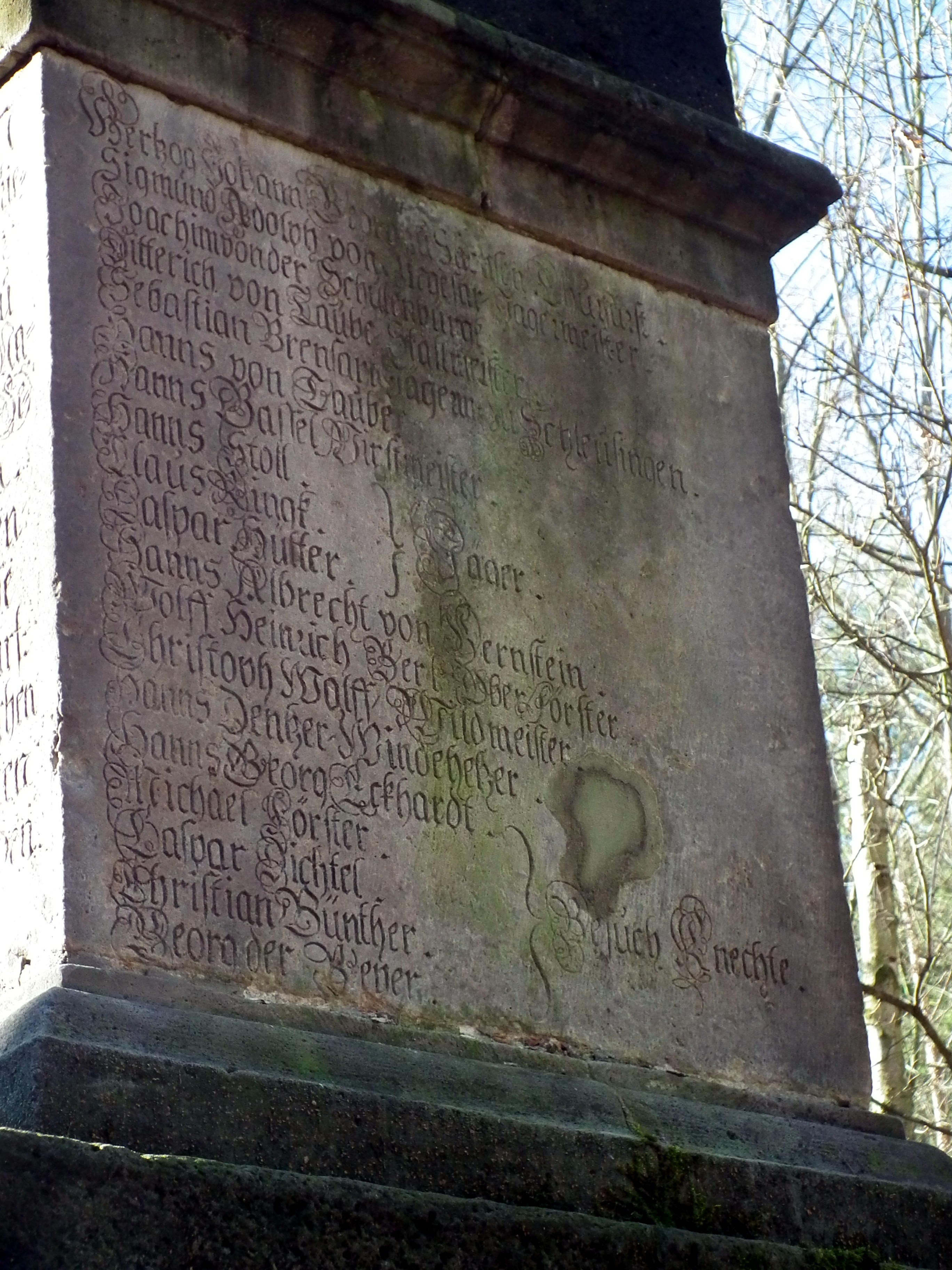
Inschrift auf der rechten Seite

| Hertzog Johann Georg zu Sachſen Churfürſt  | |                |
| Sigmund Adolph von Ziegeſar Jägermeiſter   | |                |
| Joachim von der Schulenburgk               | |                |
| Ditterich von Taube Stallmeiſter           | |                |
| Sebaſtian Bronſart Jägerm. zu Schleuſingen | |                |
| Hanns von Taube                            | |                |
| Hanns Baſſel Virtſmeiſter                  | |                |
| Hanns Stoll                                | {\displaystyle \left.{\begin{array}{l}{\text{ }}\\{\text{ }}\\{\text{ }}\end{array}}\right\}}                                     | Jäger          |
| Claus Ringk                                | {\displaystyle \left.{\begin{array}{l}{\text{ }}\\{\text{ }}\\{\text{ }}\end{array}}\right\}}                                     | Jäger          |
| Caſpar Hütter                              | {\displaystyle \left.{\begin{array}{l}{\text{ }}\\{\text{ }}\\{\text{ }}\end{array}}\right\}}                                     | Jäger          |
| Hanns Albrecht von Bernſtein               | |                |
| Wolff Heinrich Bert Oberförſter            | |                |
| Chriſtoph Wolff Wildmeiſter                | |                |
| Hanns Dentzer Windehetzer                  | |                |
| Hanns Georg Eckhardt                       | {\displaystyle \left.{\begin{array}{l}{\text{ }}\\{\text{ }}\\{\text{ }}\\{\text{ }}\\{\text{ }}\\{\text{ }}\end{array}}\right\}} | Beſuch Knechte |
| Michael Förſter                            | {\displaystyle \left.{\begin{array}{l}{\text{ }}\\{\text{ }}\\{\text{ }}\\{\text{ }}\\{\text{ }}\\{\text{ }}\end{array}}\right\}} | Beſuch Knechte |
| Caſpar Dichtel                             | {\displaystyle \left.{\begin{array}{l}{\text{ }}\\{\text{ }}\\{\text{ }}\\{\text{ }}\\{\text{ }}\\{\text{ }}\end{array}}\right\}} | Beſuch Knechte |
| Chriſtian Günther                          | {\displaystyle \left.{\begin{array}{l}{\text{ }}\\{\text{ }}\\{\text{ }}\\{\text{ }}\\{\text{ }}\\{\text{ }}\end{array}}\right\}} | Beſuch Knechte |
| Georg der Beyer                            | {\displaystyle \left.{\begin{array}{l}{\text{ }}\\{\text{ }}\\{\text{ }}\\{\text{ }}\\{\text{ }}\\{\text{ }}\end{array}}\right\}} | Beſuch Knechte |

### Inschrift linke Seite

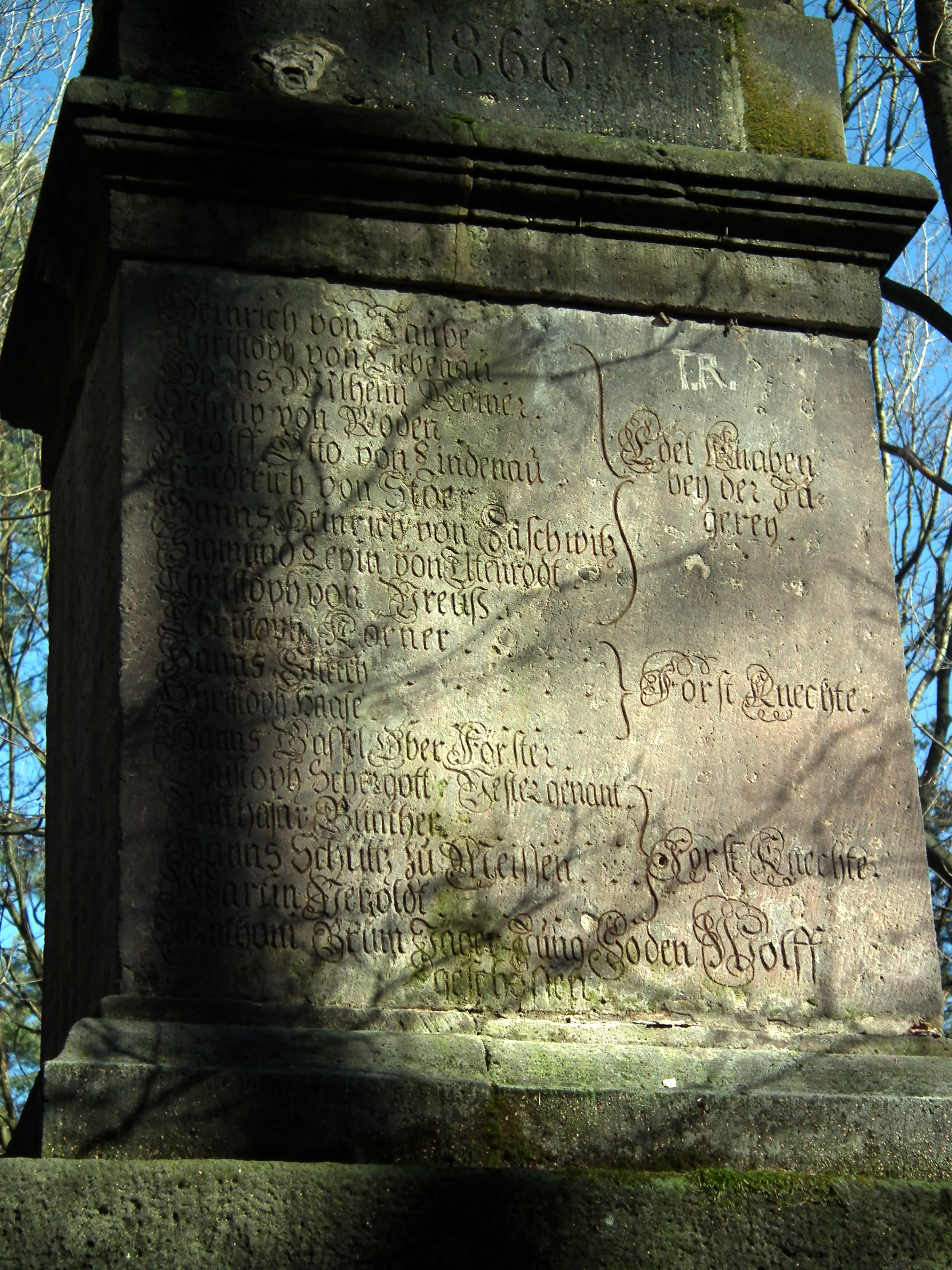
Inschrift auf der linken Seite

| Heinrich von Taube                | {\displaystyle \left.{\begin{array}{l}{\text{ }}\\{\text{ }}\\{\text{ }}\\{\text{ }}\\{\text{ }}\\{\text{ }}{\text{ }}\\{\text{ }}\\{\text{ }}\\{\text{ }}\\{\text{ }}\\{\text{ }}\end{array}}\right\}} |                         |
| Christoph von Liebenau            | {\displaystyle \left.{\begin{array}{l}{\text{ }}\\{\text{ }}\\{\text{ }}\\{\text{ }}\\{\text{ }}\\{\text{ }}{\text{ }}\\{\text{ }}\\{\text{ }}\\{\text{ }}\\{\text{ }}\\{\text{ }}\end{array}}\right\}} |                         |
| Hanns Wilhelm Römer               | {\displaystyle \left.{\begin{array}{l}{\text{ }}\\{\text{ }}\\{\text{ }}\\{\text{ }}\\{\text{ }}\\{\text{ }}{\text{ }}\\{\text{ }}\\{\text{ }}\\{\text{ }}\\{\text{ }}\\{\text{ }}\end{array}}\right\}} |                         |
| Philip von Roden                  | {\displaystyle \left.{\begin{array}{l}{\text{ }}\\{\text{ }}\\{\text{ }}\\{\text{ }}\\{\text{ }}\\{\text{ }}{\text{ }}\\{\text{ }}\\{\text{ }}\\{\text{ }}\\{\text{ }}\\{\text{ }}\end{array}}\right\}} | Edel Knaben             |
| Wolff Otto von Lindenau           | {\displaystyle \left.{\begin{array}{l}{\text{ }}\\{\text{ }}\\{\text{ }}\\{\text{ }}\\{\text{ }}\\{\text{ }}{\text{ }}\\{\text{ }}\\{\text{ }}\\{\text{ }}\\{\text{ }}\\{\text{ }}\end{array}}\right\}} | bey der Jä-             |
| Friederich von Stoer              | {\displaystyle \left.{\begin{array}{l}{\text{ }}\\{\text{ }}\\{\text{ }}\\{\text{ }}\\{\text{ }}\\{\text{ }}{\text{ }}\\{\text{ }}\\{\text{ }}\\{\text{ }}\\{\text{ }}\\{\text{ }}\end{array}}\right\}} | gerey                   |
| Hanns Heinrich von Zaschwitz      | {\displaystyle \left.{\begin{array}{l}{\text{ }}\\{\text{ }}\\{\text{ }}\\{\text{ }}\\{\text{ }}\\{\text{ }}{\text{ }}\\{\text{ }}\\{\text{ }}\\{\text{ }}\\{\text{ }}\\{\text{ }}\end{array}}\right\}} |                         |
| Sigmund Levin von Utenrodt        | {\displaystyle \left.{\begin{array}{l}{\text{ }}\\{\text{ }}\\{\text{ }}\\{\text{ }}\\{\text{ }}\\{\text{ }}{\text{ }}\\{\text{ }}\\{\text{ }}\\{\text{ }}\\{\text{ }}\\{\text{ }}\end{array}}\right\}} |                         |
| Christoph von Preuſs              | {\displaystyle \left.{\begin{array}{l}{\text{ }}\\{\text{ }}\\{\text{ }}\\{\text{ }}\\{\text{ }}\\{\text{ }}{\text{ }}\\{\text{ }}\\{\text{ }}\\{\text{ }}\\{\text{ }}\\{\text{ }}\end{array}}\right\}} |                         |
| Christoph Körner                  | {\displaystyle \left.{\begin{array}{l}{\text{ }}\\{\text{ }}\\{\text{ }}\\{\text{ }}\end{array}}\right\}}                                                                                               | Forſt Knechte           |
| Hanns Stittich                    | {\displaystyle \left.{\begin{array}{l}{\text{ }}\\{\text{ }}\\{\text{ }}\\{\text{ }}\end{array}}\right\}}                                                                                               | Forſt Knechte           |
| Christoph Haaſe                   | {\displaystyle \left.{\begin{array}{l}{\text{ }}\\{\text{ }}\\{\text{ }}\\{\text{ }}\end{array}}\right\}}                                                                                               | Forſt Knechte           |
| Hanns Bassel Ober Förſter         | |                         |
| Christoph Schergott Veſter genant | {\displaystyle \left.{\begin{array}{l}{\text{ }}\\{\text{ }}\\{\text{ }}\\{\text{ }}\end{array}}\right\}}                                                                                               | Forſt Knechte           |
| Balhaſar Günther                  | {\displaystyle \left.{\begin{array}{l}{\text{ }}\\{\text{ }}\\{\text{ }}\\{\text{ }}\end{array}}\right\}}                                                                                               | Forſt Knechte           |
| Hanns Schülz zu Meiſſen           | {\displaystyle \left.{\begin{array}{l}{\text{ }}\\{\text{ }}\\{\text{ }}\\{\text{ }}\end{array}}\right\}}                                                                                               | Forſt Knechte           |
| Martin Petzoldt                   | {\displaystyle \left.{\begin{array}{l}{\text{ }}\\{\text{ }}\\{\text{ }}\\{\text{ }}\end{array}}\right\}}                                                                                               | Forſt Knechte           |
| Anthoni Brum                      | Jäger-Jung So den Wolff | Jäger-Jung So den Wolff |
|                                   | geschossen. |                         |

### Inschrift Rückseite
Anno Chr. 1672. den

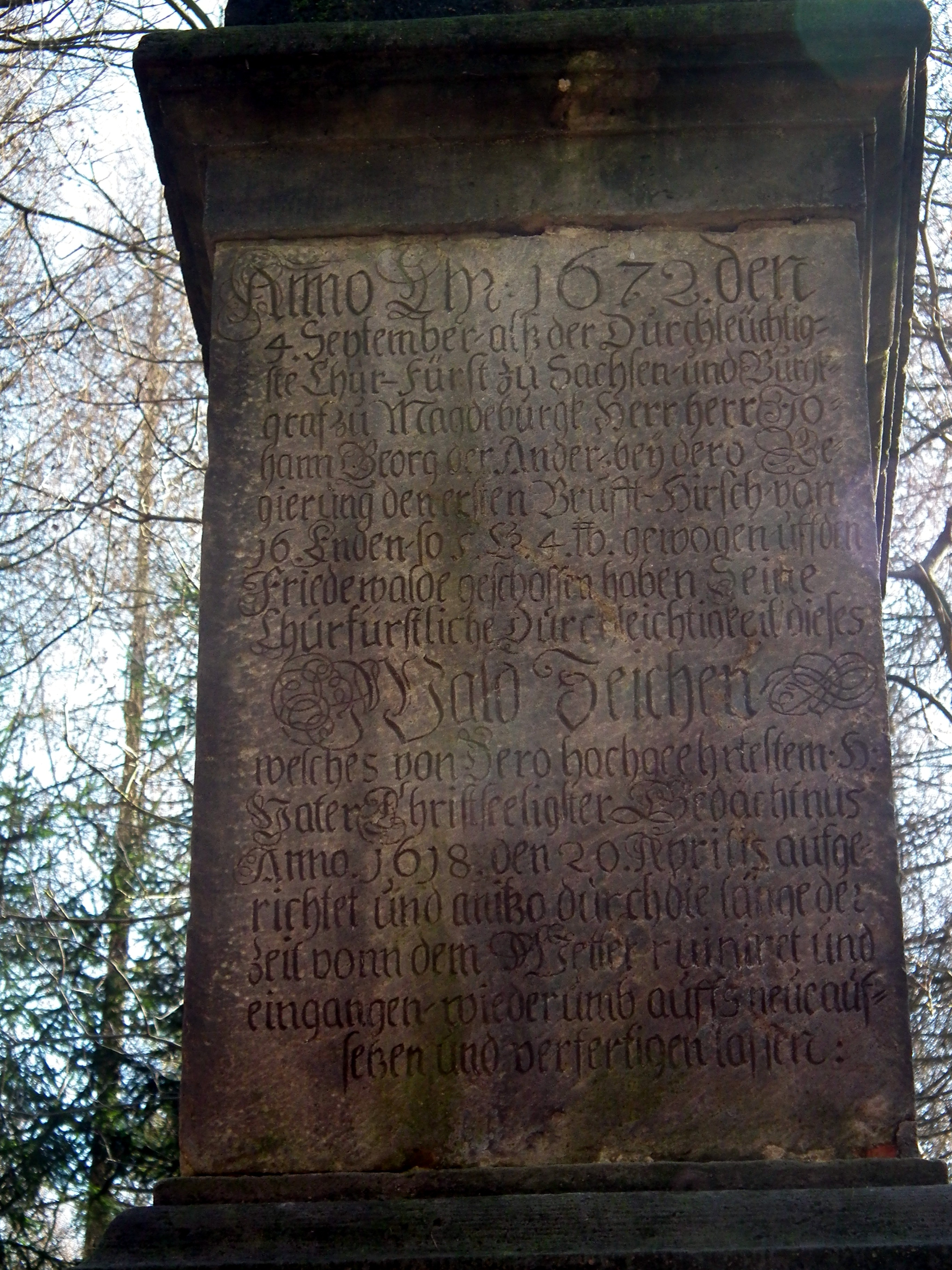
Inschrift auf der Rückseite

4. September alſʒ der Durchlauchtig-

ſte Chur-Füſst zu Sachſen und Burgk-

graf zu Magdeburgk Herr Herr Jo-

hann Georg der Ander bey dero Re-

gierung den erſten Bruſſt-Hirſch von 

16. Enden ſo 5. Ct. 4. lb. gewogen uff den

Friedewalde geſchoſſen haben Seine

churfürſtliche Durchlauchtigkeit dieſes

  Wald Zeichen

welches von Dero hochgeehrteſtem H:

Vater Chriſtſeeligſter Gedächtnüs

Anno. 1618. den 20. Aprils aufge-

richtet und anitzo durch die länge der

Zeit vonn dem Wetter ruiniret und

eingangen - wiederumb auffs neue auf-

ſetzen und verfertigen laſſen.